# عزلة التهام (عمران)

تعديل مصدري - تعديل

عزلة التهام هي إحدى عزل مديرية مسور في محافظة عمران اليمنية ويبلغ تعداد سكانها 4546 نسمة حسب التعداد السكاني في اليمن لعام 2004.